# Dusona matsumurae
Dusona matsumurae är en stekelart som först beskrevs av Tohru Uchida 1928.  Dusona matsumurae ingår i släktet Dusona och familjen brokparasitsteklar. Inga underarter finns listade i Catalogue of Life.